# Talyp Sporty Achgabat
Dernière mise à jour : 25 novembre 2009.
Le Talyp Sporty Achgabat est un club turkmène de football basé à Achgabat.

## Histoire
Le club se classe quatrième du championnat de Turkménistan de première division en 2007, ce qui constitue sa meilleure performance.

## Bilan saison par saison
| Saison | Division | Classement |
| ------ | -------- | ---------- |
| 2007   | D1       | 4e         |
| 2008   | D1       | 5e         |
| 2009   | D1       | 6e         |
| 2010   | D1       | 10e        |
| 2012   | D1       | 7e         |
| 2013   | D1       | 10e        |
| 2014   | D1       | 8e         |